# Kerstin Riediger
Kerstin Riediger (9 dicembre 1972) è un'ex sciatrice alpina tedesca.

## Biografia
Specialista delle prove tecniche originaria di Albstadt, la Riediger debuttò in campo internazionale ai Mondiali juniores di Geilo/Hamsedal 1991; in Coppa del Mondo ottenne il primo piazzamento il 29 febbraio 1992 a Narvik in slalom speciale (19ª), conquistò il miglior risultato il 12 dicembre 1993 a Veysonnaz nella medesima specialità (18ª) e prese per l'ultima volta il via il 5 febbraio 1994 a Sierra Nevada ancora in slalom speciale (21ª). Si ritirò all'inizio della stagione 1994-1995 e la sua ultima gara fu uno slalom speciale FIS disputato il 19 novembre a Breckenridge; non prese parte a rassegne olimpiche o iridate.

## Palmarès

### Coppa del Mondo
- Miglior piazzamento in classifica generale: 89ª nel 1994

### Campionati tedeschi
- 2 medaglie[1]:
  - 1 argento (slalom speciale nel 1992)
  - 1 bronzo (slalom speciale nel 1994)